# Thánh hóa
Thánh hóa theo nguyên nghĩa là biệt riêng ra cho một mục đích đặc biệt, đó là làm nên thánh hoặc trở nên thiêng liêng. Vì vậy Thánh hóa ngụ ý một tình trạng hoặc một tiến trình được biệt riêng ra để được nên thánh.

## Từ nguyên
Tính từ "Thánh" trong tiếng Hebrew (quados) theo nghĩa đen là "phân rẽ", vì nó bắt nguồn từ động từ mang nghĩa "tách biệt" hay "tách ra", được dùng để miêu tả những nơi đặc biệt (Nơi Thánh và Nơi Chí Thánh trong Đền thờ), những vật đặc biệt (trang phục của Aaron, ngày Sa-bát), và những người đặc biệt (thầy tế lễ và người Lê-vi) được biệt riêng ra cách đặc biệt hay được làm nên thánh cho Chúa. Như thế, sự Thánh khiết của Thiên Chúa chỉ về sự tách biệt của Ngài khỏi mọi sự bất khiết
Trong bốn lần xuất hiện trong Tân Ước, thuật từ Thánh hóa có từ nguyên trong Hi văn αγιασμος (hagiasmos) nghĩa là "Thánh hóa" bắt nguồn từ hagios (άγιος) nghĩa là "Thánh khiết" hoặc "thiêng liêng".

## Cơ Đốc giáo
Khái niệm Thánh hóa được sử dụng rộng rãi trong các tôn giáo, nhưng phổ biến nhất có lẽ là trong vòng các giáo hội thuộc cộng đồng Cơ Đốc giáo. Thánh hóa là hành động của Thiên Chúa thể hiện một sự thay đổi triệt để trong đời sống của tín hữu, khởi đầu với thời điểm người ấy được cứu rỗi hay được xưng công chính và tiếp tục kéo dài suốt cuộc đời.
Ở đây, "Thánh khiết" nên được hiểu là "thật sự giống Thiên Chúa". Sự nên thánh là một quá trình mà trong đó tình trạng đạo đức được làm cho phù hợp với tình trạng pháp lý của người đó trước mặt Thiên Chúa. Đó là sự tiếp nối cho những gì đã được bắt đầu bằng sự tái sanh, là lúc một sự sống mới được trao cho và đổ vào lòng tín hữu. Nói cụ thể hơn, sự nên thánh là việc Chúa Thánh Linh áp dụng công tác được Chúa Giê-xu Cơ Đốc làm trọn vào đời sống của tín hữu.
Nhiều truyền thống Cơ Đốc giáo tin rằng tiến trình Thánh hóa chỉ kết thúc tại Thiên đàng, nhưng có nhiều người cho rằng một sự Thánh khiết trọn vẹn là khả dĩ ngay trong đời này. 

### Công giáo Rôma
Thánh hoá một trong hai kiểu ơn ban của Thiên Chúa dành cho loài người (kiểu còn lại là Trợ giúp). Thánh hóa là sự sống siêu nhiên của Chúa Ba Ngôi thông ban cho con người, làm cho con người nên giống Chúa Kitô, và đáng được hưởng gia nghiệp Nước Trời. Ơn này được ban khi tín hữu nhận phép Thanh Tẩy và bị mất khi ta phạm tội trọng.
Về việc Thánh hóa qua hình thức phong Thánh, Giáo lý Công giáo giải thích rõ trong số 828: "Bằng cách phong Thánh một số tín hữu, nghĩa là bằng cách long trọng tuyên bố rằng họ đã thực hiện các nhân đức một cách anh dũng và sống trung thành với Ơn Chúa, Giáo hội nhận biết quyền năng Thánh Thần của sự Thánh thiện nơi Giáo hội và duy trì niềm hy vọng của các tín hữu bằng cách đề xuất các vị Thánh là những tấm gương sáng và la những người cầu thay nguyện giúp. Các vị Thánh luôn là nguồn canh tân trong những hoàn cảnh khó khăn nhất trong lịch sử Giáo hội".
Đối với các vật thể được làm phép, chúng không mang nghĩa là Thánh hóa (thần Thánh hóa) nhưng mang nghĩa là chúng được tuyển chọn, tách riêng ra để mang mục đích sử dụng trong các nghi lễ phụng vụ (chén Thánh, bàn Thánh, khăn Thánh, tượng Thánh...).

### Kháng Cách
Trong các giáo hội khác nhau thuộc Cơ Đốc giáo, thuật ngữ này có thể được hiểu theo từng ý nghĩa riêng như đối với tín hữu Kháng Cách, khái niệm Thánh hóa được gắn kết chặt chẽ với ân điển của Thiên Chúa và chỉ được dùng riêng cho con người.
Theo Phong trào Thánh khiết hiện đại, cách diễn giải cho rằng sự Thánh khiết có tính hỗ tương (relational) đang trở nên phổ biến. Cốt lõi của sự thánh khiết hỗ tương là tình yêu thương. Có những ý nghĩa khác của sự Thánh khiết như thanh sạch, biệt riêng, toàn hảo, vâng phục luật pháp, tận hiến. Nhưng những đức hạnh này chỉ có thể tìm thấy ý nghĩa chân chính tối hậu của mình khi đặt tình yêu vào vị trí cốt lõi của chúng.
John Wesley, người khởi phát Phong trào Giám Lý, phát triển giáo thuyết nên thánh trọn vẹn (trong các giáo hội thuộc Phong trào Thánh khiết như Church of the Nazarene, Cứu Thế Quân...) hoặc Toàn hảo Cơ Đốc (trong các giáo phái Giám Lý như Giáo hội Giám Lý Hiệp nhất...) Wesley dạy rằng bởi quyền năng của ân điển thánh hóa từ Thiên Chúa và các phương tiện ân điển, tín hữu Cơ Đốc ngay trong đời này có thể được thanh tẩy khỏi ảnh hưởng ô uế của nguyên tội, mặc dù không phải tất cả tín hữu đều có thể có trải nghiệm này.

Thánh hóa tức là bản thể sa ngã của chúng ta được làm mới lại bởi Chúa Thánh Linh, bởi đức tin vào Chúa Giê-xu Cơ Đốc, huyết của Ngài thanh tẩy mọi tội lỗi; nhân đó chúng ta không chỉ được giải thoát khỏi tội lỗi mà còn được thanh tẩy khỏi sự ô uế của tội lỗi, được cứu khỏi quyền lực tội lỗi, và được ban cho sức mạnh, qua ân điển, để có thể hết lòng yêu kính Thiên Chúa và bước đi trọn vẹn theo các điều răn Thánh của Ngài.

## Trích dẫn Kinh Thánh
- Lê vi ký 11: 44 "....Các ngươi phải nên Thánh, vì ta (Thiên Chúa) là Thánh..."
- Matthew 5: 48 "Thế thì các ngươi hãy nên trọn vẹn, như Cha các ngươi trên trời là trọn vẹn".
- Giăng 3: 30 "Ngài phải dấy lên, ta phải hạ xuống".
- La Mã 6: 22 "Nhưng bây giờ đã được buông tha khỏi tội lỗi và trở nên tôi mọi của Thiên Chúa rồi thì anh em được lấy sự nên Thánh làm kết quả".
- 1 Corinthians 6: 11 "... Nhưng anh em được rửa sạch, được nên Thánh, được xưng công bình trong danh của Chúa Giê-xu Cơ Đốc và trong Thánh Linh của Thiên Chúa chúng ta".
- 2 Corinthians 7: 1 "hãy làm cho mình sạch khỏi mọi sự dơ bẩn phần xác thịt và phần thần linh, lại lấy sự kính sợ Thiên Chúa mà làm cho trọn việc nên Thánh của chúng ta".
- 1 Thessalonians 4: 3 "Vì ý muốn của Thiên Chúa, ấy là khiến anh em nên Thánh...".
- 1 Thessalonians 4: 7 "Bởi chưng Thiên Chúa chẳng gọi chúng ta đến sự ô uế đâu, bèn là sự nên Thánh vậy".
- 1 Thessalonians 5: 23 "Nguyền xin chính Thiên Chúa bình an khiến anh em nên Thánh trọn vẹn, và nguyền xin tâm thần, linh hồn, và thân thể của anh em đều được giữ vẹn, không chỗ trách được, khi Chúa Giê-xu Cơ Đốc chúng ta đến".
- Hebrew 6: 1 "Ấy vậy, chúng ta phải bỏ qua các điều sơ học về Tin Lành của Chúa Cơ Đốc mà tiến tới sự trọn lành...".
- Hebrew 12: 14 "Hãy cầu sự bình an với mọi người, cùng tìm theo sự nên Thánh, vì nếu không nên Thánh thì chẳng ai được thấy Thiên Chúa".
- James 1: 4 "Nhưng sự nhịn nhục phải làm trọn việc nó, hầu cho chính mình anh em cũng trọn lành toàn vẹn, không thiếu thốn chút nào".
- 1 Peter 1: 15 –16 "Nhưng, như Đấng gọi anh em là Thánh, thì anh em phải Thánh trong mọi cách ăn ở của mình, bởi có chép rằng: Hãy nên Thánh, vì ta là Thánh".
- 1 Giăng 4: 18 "Quyết chẳng có điều sợ hãi trong tình yêu thương, nhưng sự yêu thương trọn vẹn thì cắt bỏ sự sợ hãi; vì sự sợ hãi có hình phạt, và kẻ đã sợ hãi thì không trọn vẹn trong sự yêu thương".